# 伊马德·卡里里
伊马德·卡里里（Imad Khalili）是巴勒斯坦的一名足球選手。在場上司職前锋。他現在效力于中国足球超级联赛球隊上海上港。

## 荣誉

### 俱乐部
沙巴布
- 沙特国王杯: 2014

### 个人
- 瑞典足球超级联赛最佳射手: 2013